# Панч пхорон
Панч пхорон, панч пходан або панча пхутана — суцільна суміш прянощів, що походить зі східної частини Індійського субконтиненту та використовується в основному в кухні Східної та Північно-Східної Індії, особливо в кухні Бходжпуру, Мітіли, Одіши, Бенгалії та Непалу. Назва буквально означає «п'ять спецій».
Усі спеції є насінням. Як правило, панч пхорон складається з насіння пажитника, насіння чорнушки, насіння кмину, насіння чорної гірчиці та насіння фенхелю в рівних частинах. Деякі кухарі вважають за краще використовувати меншу частку насіння пажитника через їх легкий гіркий смак.